# Platja de Pendueles
La Platja de Pendueles és una platja de la parròquia de Pendueles, en el concejo de Llanes, Astúries. S'emmarca a les platges de la Costa oriental d'Astúries, també anomenada Costa Verda Asturiana i és considerada paisatge protegit, des del punt de vista mediambiental (per la seva vegetació). Per aquest motiu està integrada, segons informació del Ministeri d'Agricultura, Alimentació i Medi ambient, en el Paisatge Protegit de la Costa Oriental d'Astúries.

## Descripció
La platja de Pendueles, presenta forma triangular i a ella s'accedeix només a peu, utilitzant una sendera que naix de la zona d'aparcament no vigilat que té en el lloc fins al qual es pot accedir amb vehicle de motor, i acaba en unes escales. La platja està envoltada de penya-segats i unida per un tómbol al que es coneix com a illot de Los Picones.
L'incòmode jaç rocós, la falta de bons accessos, la perillositat del bany, així com no posseir cap tipus d'equipaments, excepte papereres i el servei de neteja, fa que sigui una platja poc freqüentada malgrat la bellesa paisatgística que té.